# ワッカ原生花園

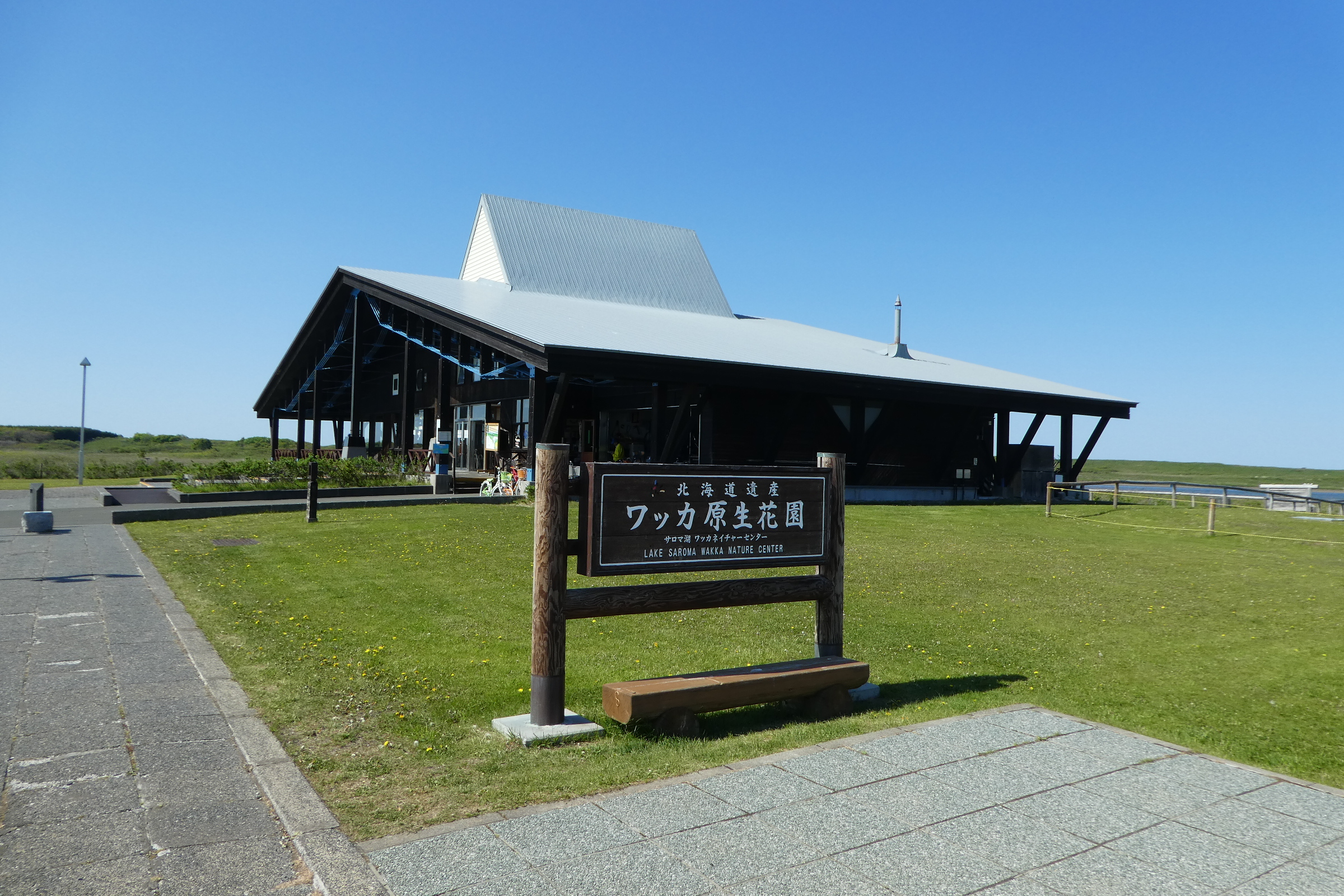
サロマ湖ワッカネイチャーセンター

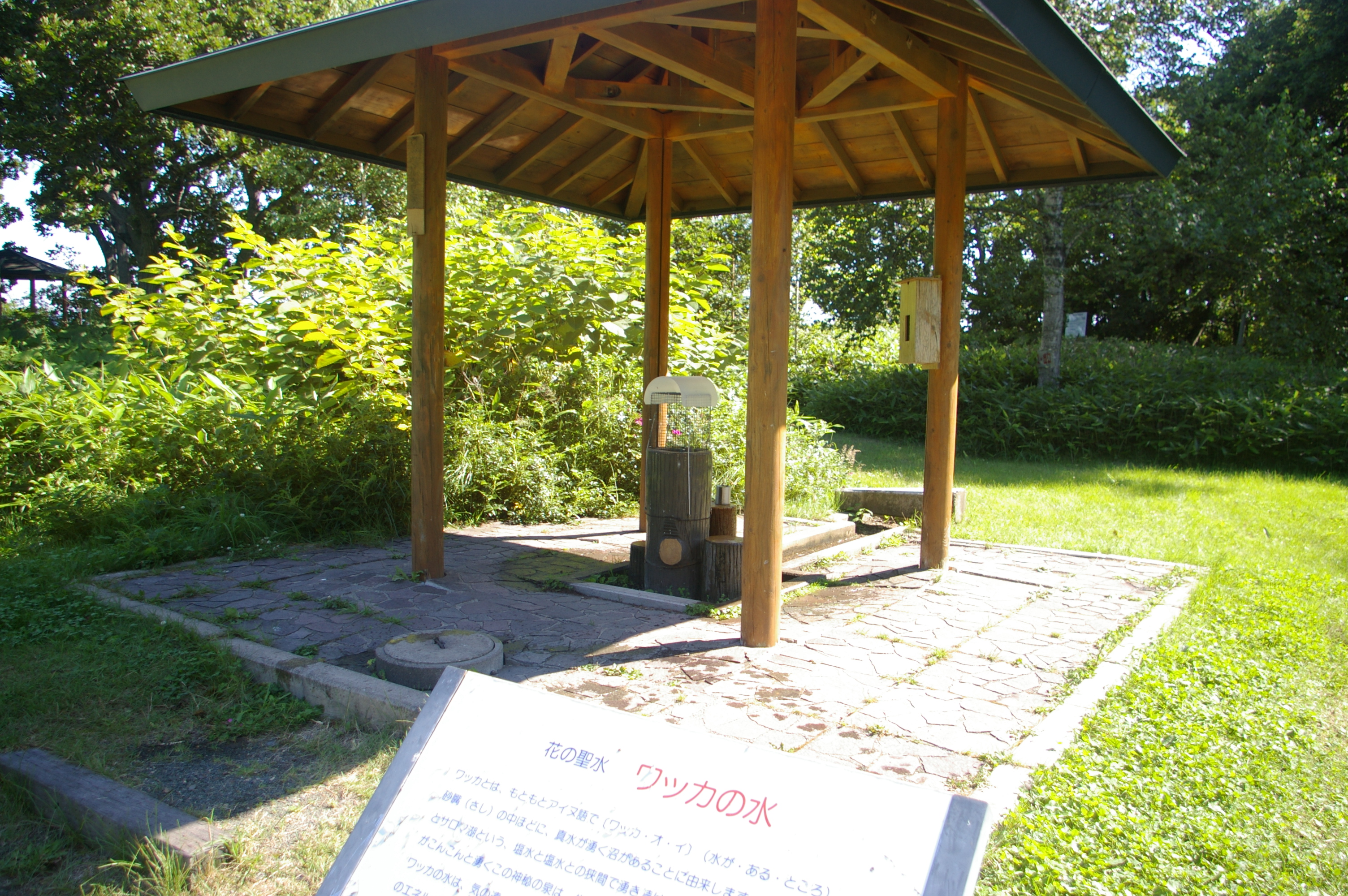
ワッカ花の聖水。サロマ湖第二湖口橋を超えた先、サイクリングコースの終点付近。海の至近であるが、真水が湧く。

ワッカ原生花園（わっかげんせいかえん）は、北海道北見市常呂町にある原生花園である。2001年（平成13年）10月に北海道遺産に選定された。

## 概要
北海道サロマ湖（網走国定公園内）のオホーツク海側の砂州にあり、ハマナス、エゾスカシユリ、ハマヒルガオ、ハマボウフウなど300種以上の草花が見られる。
砂州には大町桂月により龍宮街道と名付けられた道が整備されており、ワッカネイチャーセンターのレンタサイクルでサイクリングができる。

## 名称の由来
アイヌ語で、「飲み水が・ある・ところ」を意味する「ワッカオイ（wakka-o-i）」が略され、付近一帯の広域地名となったものとされる。